# Nördliches Idyll
Nördliches Idyll (russisch Северная идиллия) ist ein Ölgemälde des russischen Impressionisten Konstantin Korowin, das 1892 entstanden sein dürfte. Der Öffentlichkeit zugänglich ist es in der Tretjakow-Galerie in Moskau. Es zeigt eine Gruppe von vier jungen Frauen in folkloristischer Tracht, die einen vor ihnen liegenden Flötenspieler anschauen.

## Entstehung
Lange Zeit wurde angenommen, das Bild sei im Rahmen von Korowins aktiven Tätigkeit im Rahmen der Inszenierung für die Oper Schneeflöckchen 1886 entstanden. Zu dieser Zeit war er bereits zwei Jahre in der Landschaftsklasse von Wassili Polenow, der ihn zuvor in die Freilichtmalerei eingeführt hatte. Korowin war schon 1884 eng mit der Performativen Kunst verbunden, beispielsweise an der Umsetzung für eine Theateraufführung beteiligt, die von dem Kunstmäzen Sawwa Iwanowitsch Mamontow inspiriert waren. Ein Jahr später war Korowin für Schneeflöckchen an der Gestaltung der Bühnenbilder beteiligt, und er malte das Plakat, das heute zum Bestand des Staatlichen zentralen Theatermuseums gehört.
Tatsächlich wird das Gemälde inzwischen jedoch auf Oktober 1892 datiert, das Datum, zu dem es erstmals erwähnt wird. Gemeinsam mit seinem vier Jahre jüngeren – nach Mamontows Worten „unzertrennlichen“ – Freund Walentin Alexandrowitsch Serow hatte er zuvor eine Reise in den Norden Russlands unternommen, zu der der Philanthrop Mamontow sie beauftragt hatte.
Man vermutete die Opern-Inszenierung 1886 lange Zeit als den Auslöser für die Bildgestaltung mit dem liegenden Hirten vor den Trachtenmädchen. Das Gemälde wurde als „spektakuläre Inszenierung“, somit „konventionell“ verstanden, und es erinnere an ein Bühnenbild.
Korowin entstammte einer altgläubigen, Moskauer Kaufmannsfamilie. Sein Großvater, in dessen Haus Konstantin geboren wurde, war Fuhrunternehmer, sein Vater Jurist. Seine Mutter brachte die künstlerischen Neigungen ein.

## Beschreibung und Rezeption
Der Künstler benutzt die beiden Komplementärfarben grün und rot, um seiner dargestellte Szene im Abendlicht bestmöglich Aufmerksamkeit zukommen zu lassen. In monochromen Grüntönen sind alle floralen Elemente gemalt, nur die fast gleichförmig über die Wiese gestreuten Kamillenblüten leuchten in Weiß. Bei den Trachten herrscht der Dreiklang der Farben Rot, Weiß und Schwarz vor. Diese wurden in der Volkskunst häufig verwendet. Im Hintergrund sind einzelne Giebel von Siedlungsstrukturen angedeutet.
Ein in einfacher Kleidung gehaltener Hirte zieht die Blicke auf sich, in dem er auf der Seite liegend, aber beide Ellbogen auf dem Boden abstützend eine Flöte bläst. Ein Mädchen sitzt neben ihm, den Kopf gedankenverloren auf ihre rechte Schulter neigend, die anderen drei sind eng beieinander stehend halbkreisförmig dem Jungen zugewandt. Alle vier tragen traditionelle, folkloristische Kleidung mit Stickereien und weiten Überwürfen, die einige Elemente der Volkstrachten der Provinzen Tambow und Rjasan enthält. Am Himmel ist der im ersten Viertel stehende Mond zu sehen.
Zwar zweifelt der sowjetisch-belarussische Filmkritiker, Filmhistoriker und Pädagoge Gennadi Wassiljewitsch Ratnikow (1935–2021) in seinem Buch Einwohner der Region Bogorodskij die Altgläubigkeit Korowins an, doch dürften nach den vorliegenden Berichten auch ohne eine orthodoxe Lebensweise in seinem Elternhaus die Naturverbundenheit und ein spiritueller Skeptizismus Teil seiner Lebenswirklichkeit gewesen sein. Jedoch befassen sich keine anderen Werke Korowins mit diesem Sujet; es blieb singulär.
Wie der Kunstkritiker Aleksandr Kamensky (1922–1992) in der Sammlungsrezeption zu Konstantin Korowin 1965 schrieb, dürfte die Rückbesinnung zu traditionellen und folkloristischen Themen dem aktuellen Zeitgeist geschuldet gewesen sein.

“there is no doubt that this picture represents an echo of the interest in Old Russia, folklore and folk art traditions, which was revived among a large part of the artistic intelligentsia at the end of the 19th century.”

„Es besteht kein Zweifel daran, dass dieses Bild ein Echo des Interesses an Altrussland, an der Folklore und den Traditionen der Volkskunst darstellt, das bei einem großen Teil der künstlerischen Intelligenz zum Ende des 19. Jahrhunderts wiederbelebt wurde.“

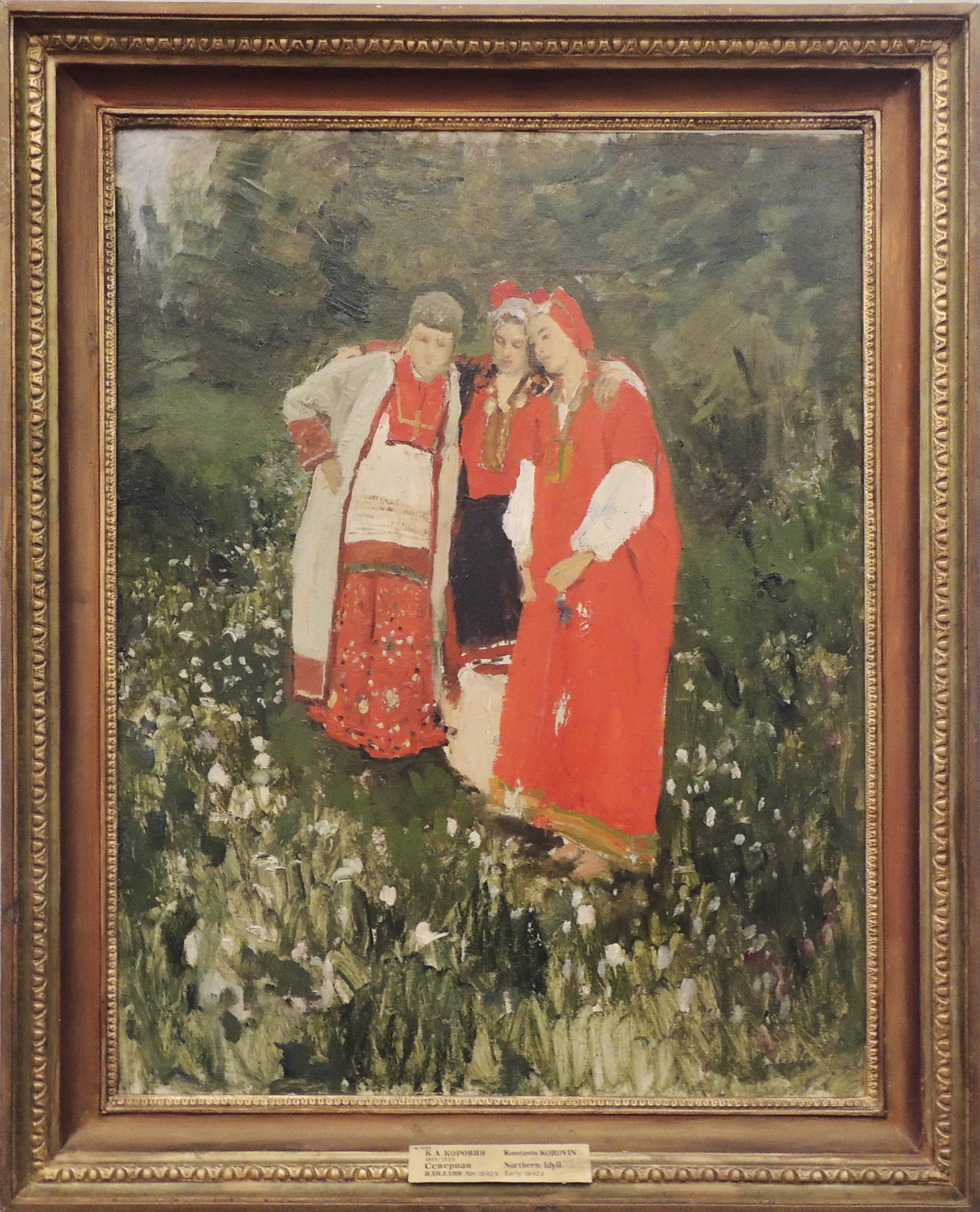
Nordische Idylle. Anfang der 1890er Jahre. Öl auf Leinen,. 89 х 71 cm. Inventarnummer GRM. Ж-4333.

Kamensky stört darüber hinaus, dass das Bild wenig bis keine symbolische Aussagekraft habe und die Figuren ohne Beziehung zu ihrer landschaftlichen Umgebung dorthin staffiert worden wären, hält dem Künstler aber – in der Annahme, das Bild wäre 1886 nach dem Kontakt zu der Theatergruppe entstanden – zugute, dass er erst vor kurzer Zeit mit performativer Kunst in Berührung gekommen sei. Er habe zwar Feuer für ihre Ideen gefangen, aber sein Impetus sei noch in der Entwicklungsphase.
Mit dem Namen Das Lied des Nordens wird dieses Bild ebenfalls tituliert, „denn es scheint, als würden wir gleich die Klänge einer Hirtenpfeife und eines harmonischen Chors von Jungfrauenstimmen hören.“ Es wird damit als Sinnbild volkstümlicher Musikalität, von Einheit des Menschen mit der Natur aufgefasst, die der russischen Kultur eigen sei. Der Mäzen Mamontow schrieb zwei Jahre später von einer Reise in den Norden an seine Frau „sie und die Mädchen sollten unbedingt einmal hierher kommen und die Dvina entlangfahren – Sie werden russischer denn je zurückkommen…“
Zu dem Gemälde gibt es auch eine gleichnamige, hochformatige Studie der zentralen Figuren, die sich heute im staatlichen Russischen Museum (GRM) befindet. 1930 wurde es von der Tretjakow-Galerie übernommen.